# Lochen (Dietramszell)

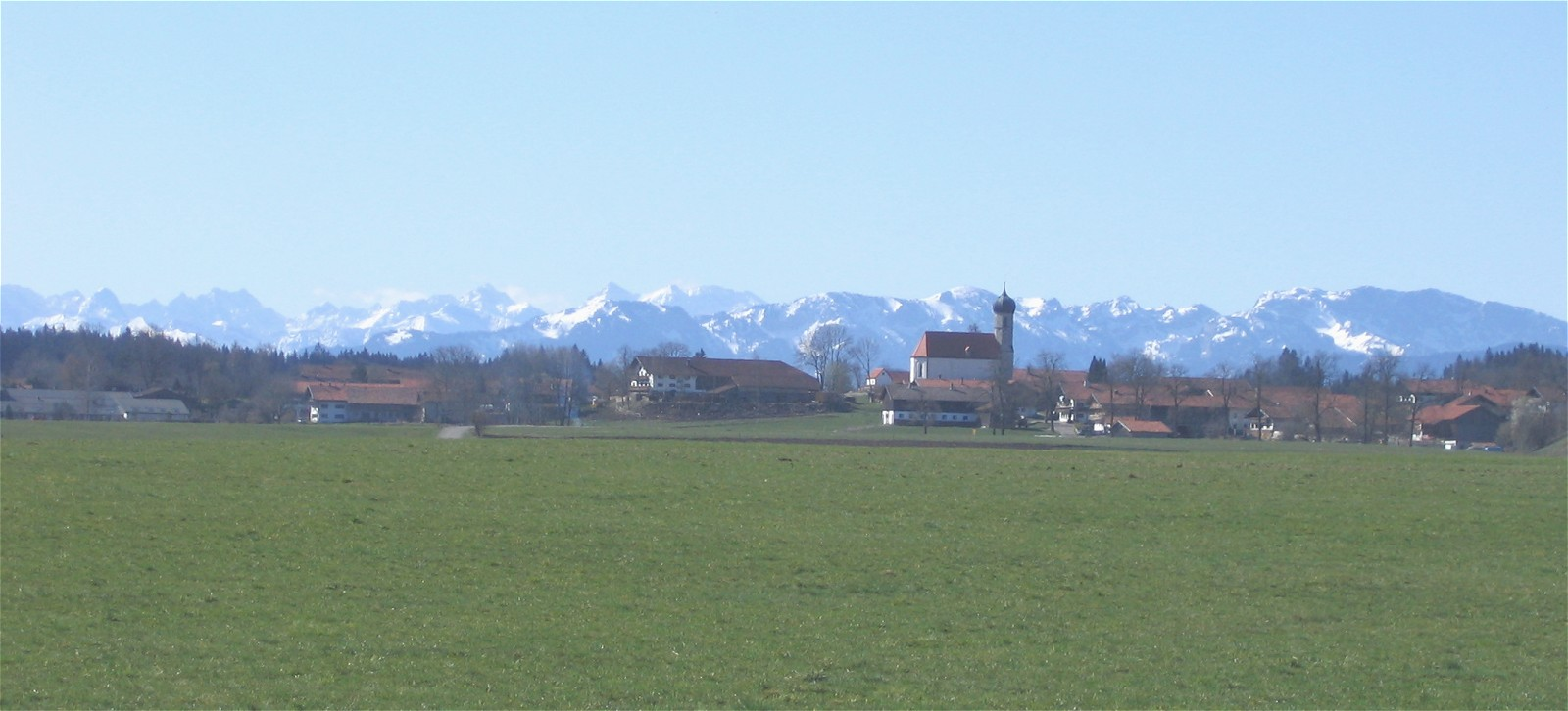
Panorama von Norden

Lochen ist ein Ortsteil der Gemeinde Dietramszell in Oberbayern.

## Geografie
Der Ort liegt in der Region Bayerisches Oberland inmitten der voralpenländischen Moränenlandschaft etwa vier Kilometer nördlich von Dietramszell und sechs Kilometer westlich von Otterfing entfernt.

## Geschichte
Urkundlich wurde Lochen erstmals 1017 in einem Traditionsbuch des Klosters Tegernsee als „Rahauvin de Loha“ erwähnt.

## Infrastruktur und Sehenswertes

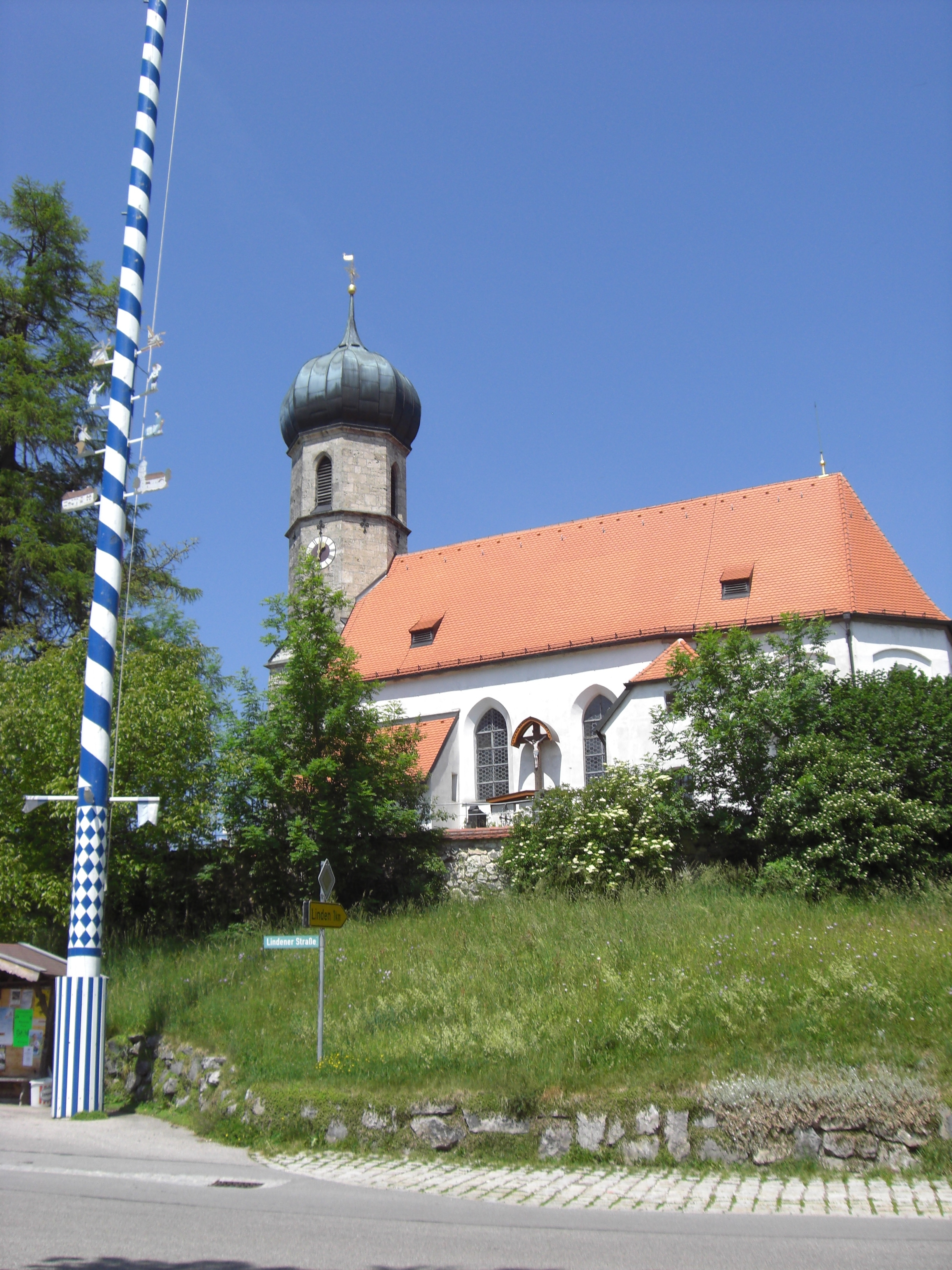
Kirche St. Magdalena und der Maibaum

Abseits der Verkehrswege von München nach Bad Tölz und von Wolfratshausen nach Holzkirchen gelegen, konnte das Dorf seinen ländlichen Charakter weitestgehend erhalten.
Sehenswert ist die um 1520 von Thomas Gugler errichtete, spätgotische Filialkirche St. Magdalena mit einer Friedhofsmauer des 17./18. Jahrhunderts aus Bruch- und Klaubsteinen. Westlich der Kirche befindet sich ein Bildstock aus dem frühen 17. Jahrhundert. Baudenkmäler sind weiterhin die im 17. und 18. Jahrhundert errichteten Bauernhäuser bzw. deren Wohnteil in der Steingauer Straße 8 und 9 sowie im Ziegelstadelweg 3.

## Wirtschaft
Größter Arbeitgeber am Ort ist der Automobilzulieferer Technomatik.

## Vereine
- Burschenverein Linden-Lochen